# Cementerio Central de Montevideo
El Cementerio Central de Montevideo es un cementerio ubicado en la ciudad de Montevideo, Uruguay. Fundado en 1835, es uno de los cementerios más importantes del Uruguay y constituye una de sus primeras necrópolis. En él se encuentra el Panteón Nacional, donde están sepultados los restos de importantes personalidades uruguayas.

## Ubicación

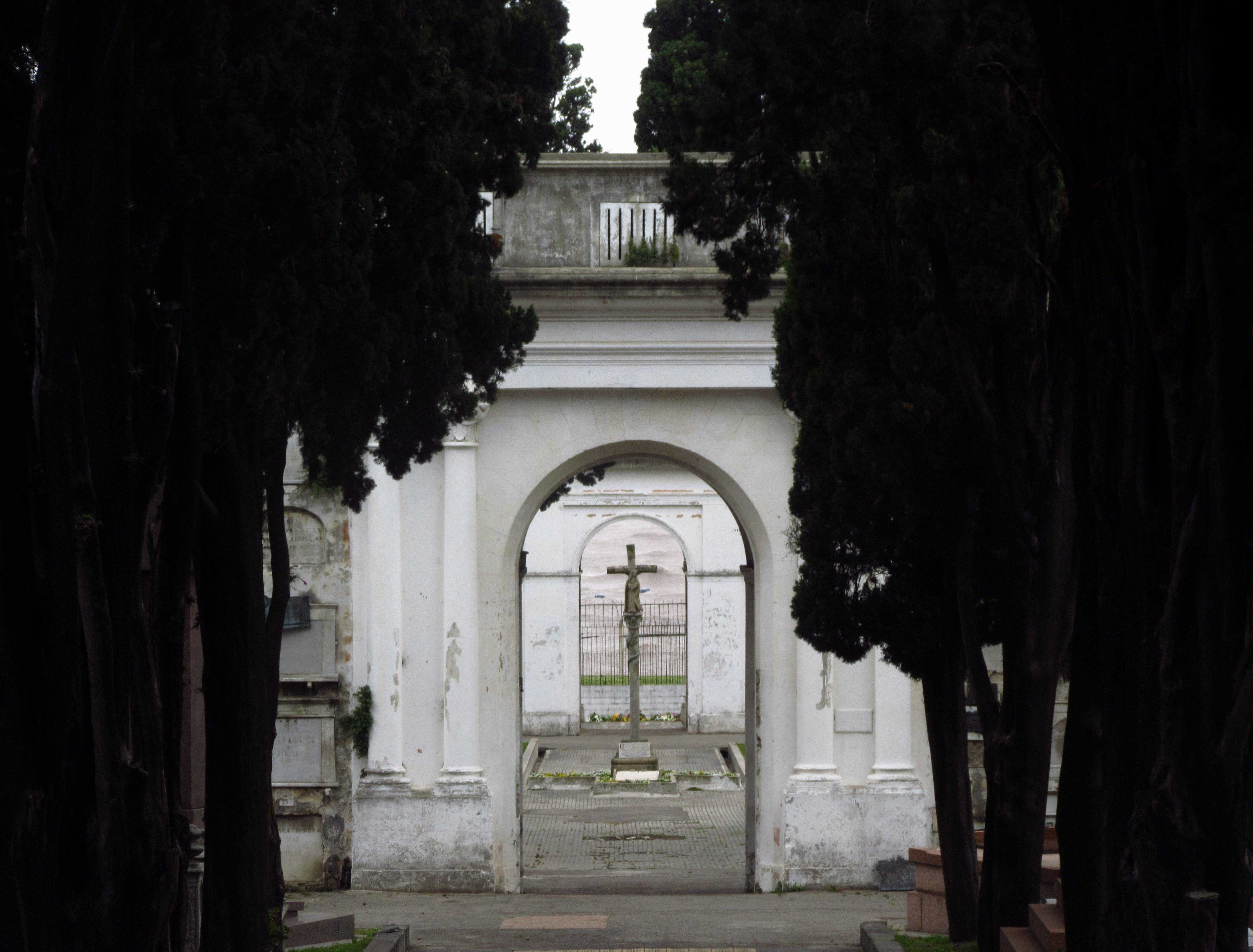
Cementerio Central con el Río de la Plata al fondo.

Se ubica a espaldas de la Rambla Sur, sobre la calle Gonzalo Ramírez, en el Barrio Sur de la ciudad de Montevideo.
Originalmente, este cementerio estaba por fuera de la planta urbana de Montevideo, para evitar riesgos de epidemia.
No obstante, con el crecimiento de la ciudad, terminó por quedar completamente rodeado por la metrópolis, proceso que culminó con la construcción de la Rambla, sobre la que se erigen sus muros posteriores.

## Historia
Fue fundado en 1835 bajo la presidencia de Manuel Oribe, quien encargó su diagramado al arquitecto Carlos Zucchi para que reemplazase al cementerio viejo. La rotonda del acceso fue diseñada por el arquitecto y escultor ticinés Bernardo Poncini.
Fue una de las primeras necrópolis del país, en una época en que los sepelios eran todavía practicados por la Iglesia Católica. En sus instalaciones se pueden apreciar esculturas y panteones de renombrados artistas, como José Belloni y José Luis Zorrilla de San Martín.

## Sepulturas
Numerosos mandatarios y políticos han sido sepultados aquí:
- Gabriel Terra (1873-1942), dictador, abogado, profesor, catedrático, economista, escritor, ministro, diplomático, estadista y político colorado. Presidente de la República.
- Baltasar Brum (1883-1933), abogado, diplomático y político colorado. Presidente de la República.
- Jorge Batlle Ibáñez (1927-2016), Abogado, periodista y político colorado, Presidente de la República.
- Carmen Barradas (1888-1963), compositora y pianista[3]
- Eduardo Acevedo (1815-1863), jurisconsulto y político nacionalista.[4]
- Luis Conrado Batlle Berres (1897-1964), político colorado, Presidente de la República.[3]
- José Pablo Torcuato Batlle y Ordóñez (1856-1929), político colorado, Presidente de la República.[3]
- Washington Beltrán (hijo) (1914-2003), Abogado y político nacionalista, Presidente del Consejo Nacional de Gobierno.[4]
- Carlos Cat (1930-2006), Ingeniero y político nacionalista.
- Daniel Díaz Maynard (1933-2007), abogado y político frenteamplista.
- Luis Alberto de Herrera (1873-1959), Abogado y político nacionalista.[3]
- Zelmar Michelini (1924-1976), político colorado y luego frenteamplista.[3]
- Benito Nardone (1906-1964), comunicador y político ruralista, Presidente del Consejo Nacional de Gobierno.[3]
- Jorge Pacheco Areco (1920-1998), político colorado, Presidente de la República.
- Líber Seregni (1916-2004), militar y político frenteamplista.
- Gustavo Gallinal (1889-1951), Abogado, historiador, escritor y político del Partido Nacional.
- Jorge Sanguinetti Sáenz (1934-2017), Ministro de Transporte y Obras Públicas, Presidente de ANCAP.

Fachada del Cementerio.

Otras personalidades que tienen aquí su última morada son:
- Mario Benedetti (1920-2009), poeta uruguayo.
- China Zorrilla (1922-2014), actriz.
- Francisco Acuña de Figueroa (1791-1862), poeta, autor de la letra del Himno Nacional.[3]
- Delmira Agustini (1886-1914), poetisa.[4]
- Julio Herrera y Reissig (1875-1910), poeta.
- Juan Manuel Blanes (1830-1901), pintor.[4]
- François Ducasse (fallecido en 1850), padre del Conde de Lautréamont (Isidore Ducasse).[3]
- José Luis Zorrilla de San Martín (1891-1975), escultor, pintor.
- Óscar Gestido (1901-1967), militar y político colorado, Presidente de la República.
- Martha Gularte (1919-2002), vedette del carnaval.[3]
- Gerardo Mattos Rodríguez (1897-1948, músico, autor del tango La Cumparsita[3]).
- Raúl Montero Bustamante (1881-1958), escritor e historiador.
- Vaimaca Perú, cacique aborigen.[3]
- Humberto Pittamiglio (1887-1966), arquitecto.[5]
- Bernabé Rivera (1795-1832), militar.[3]
- José Enrique Rodó (1871-1917), escritor.
- Alejo Rossell y Rius (1848-1919) y su esposa, Dolores Pereira de Rossell (1852-1915), filántropos.[6]
- Florencio Sánchez (1875-1910), Dramaturgo.[6]
- Juan Spikerman (1806-1863), integrante de los Treinta y Tres Orientales.
- Rodolfo Tálice (1899-1999), médico y científico.[3]
- José Pedro Varela (1845-1879), educador.[3]
- Juan Zorrilla de San Martín (1855-1931), poeta.[4]
- Mirta Mouliá (1924-2015), filántropa, integrante de leonismo uruguayo, embajadora para la paz.
- Eduardo Darnauchans (1953-2007), músico.
- Enrique Estrázulas (1942 - 2016), periodista, escritor, diplomático.
- Carlos Quijano (1900 - 1984), abogado, enaayista, periodista, político.